# Emma Shannon Walser
Pour les articles homonymes, voir Walser.
Emma Shannon Walser, née le 24 juillet 1929 dans le comté de Maryland (Liberia) et morte le 28 mai 2021, est une magistrate libérienne. En 1971, elle devient la première femme juge de l'histoire du pays.

## Biographie

### Famille et études
Emma Shannon Walser, née le 24 juillet 1929, est la fille d'Eugene Himie Shannon et d'Edith E. Harris. Son père est juge en chef de la Cour suprême. Elle étudie à l'école du couvent Sainte-Thérèse de Monrovia, puis au Secretarial College. Elle travaille comme secrétaire du directeur de la Banque de Monrovia pendant plusieurs années. Elle retourne ensuite étudier à l'université du Liberia, où elle obtient un LLB en 1969.

### Carrière professionnelle
Emma Shannon Walser est nommée juge du circuit judiciaire du comté de Montserrado en 1971 par le président William R. Tolbert, faisant d'elle la première femme juge de l'histoire du pays,. Elle est considérée comme une juge progressiste et libérale,.
Elle refuse ainsi publiquement de condamner un homme à la peine de mort, faisant valoir qu'il avait été mal représenté par un avocat de l'État. Cela conduit en 1978 à une décision de la Cour suprême, constitutionnalisant le droit d'être représenté par un avocat compétent. En 1975 (Année internationale de la femme), elle est à la tête d'un comité spécial chargé d'étudier toutes les lois affectant les droits des femmes au Liberia.
En avril 1979, elle conteste la détention par le gouvernement de dirigeants de l'opposition qui auraient été à l'origine des émeutes du riz, précurseurs au coup d'État de Samuel Doe en 1980. Une résolution parlementaire la pousse à quitter ses fonctions. Cinq cents femmes libériennes, dont Olubanke King-Akerele, signent une pétition pour s'y opposer, en vain,,. En 2007, Emma Shannon Walser est désignée par le Parti populaire libérien comme l'une de ceux dont « le seul crime était la défense de la démocratie participative ».
Emma Shannon Walser travaille par la suite pour Amnesty International et s'installe en Suisse.

### Mort
Emma Shannon Walser meurt le 28 mai 2021,. Un service commémoratif est organisé le 9 juin suivant en l'église catholique Notre-Dame du Liban à Monrovia. L'ancienne ministre des Affaires étrangères Olubanke King-Akerele demande alors à la Législature du Liberia d'abroger la résolution qui l'avait destituée en tant que juge et de la réintégrer de manière posthume.

## Prix et honneurs
En octobre 1975, Emma Shannon Walser est l'une des six femmes à recevoir le prix Pax Orbis ex Jure du World Peace through Law Center à Washington, D.C..
En 2006, elle est invitée par la présidente Ellen Johnson Sirleaf à être l'oratrice nationale de la commémoration du Jour de l'indépendance (en). En 2014, elle est honorée par l'Association nationale du barreau libérien pour ses services rendus à l'État libérien.